# Max Sirguey
Max Sirguey (30 de noviembre de 1998) es un deportista de Francia que compite en atletismo. Ganó una medalla de plata en el Campeonato Europeo de Atletismo Sub-23 de 2019, en la prueba de 4 × 100 m.